# Nannophlebia amphicyllis
Nannophlebia amphicyllis är en trollsländeart som beskrevs av Maurits Anne Lieftinck 1933. Nannophlebia amphicyllis ingår i släktet Nannophlebia och familjen segeltrollsländor. Inga underarter finns listade i Catalogue of Life.